# Paul Antony Selden
Pour les articles homonymes, voir Selden.
Paul Antony Selden (né le 2 juin 1954) est un paléontologue britannique spécialisé dans les recherches sur les arthropodes fossiles (Arthropoda), en particulier les animaux à mâchoires (Chelicerata) et les mille-pattes (Myriapoda).

## Biographie
Paul Selden a obtenu son Bachelor en Géologie et Zoologie à l'Université de Manchester en 1975, puis a été transféré à l'Université de Cambridge (Darwin College) vers 1979 pour obtenir son Ph.D. en paléontologie (Functional Morphology of Baltoeurypterus) sous la direction de Harry Blackmore Whittington. Après avoir enseigné pendant un an et demi en tant que démonstrateur en géologie à l'University of London (Goldsmith College), il est retourné à Manchester. En 1981, il devient Conférencier en Géologie, 1991 Maître de Conférences en Paléontologie et 2003 Lecteur. En 2005, il accepte un poste d'associé de recherche dans le domaine de la paléontologie au Natural History Museum à Londres, qu'il quitte pour occuper le poste de directeur depuis le 1er janvier 2007, il travaille à l'Institut paléontologique de l'Université du Kansas et au Gulf-Hedberg Distinguished Professor of Invertebrate Paleontology.
Il a été professeur invité à Pékin.
Il est membre de la Société américaine de géologie, de la Société de paléontologie, de la Cambridge Philosophical Society et de la Linnean Society of London. Il a également été vice-président de la Palaeontological Association (1991–1993) et de la Palaeontographical Society (en) (1995–1998), et a été président de la Manchester Geological Association (1991–1993) , la British Arachnological Society (1997–2000) et la International Society of Arachnology (2001–2004). Il est l'éditeur du Traité de paléontologie des invertébrés depuis 2007.
De 2000 à 2013, il a été rédacteur en chef adjoint du Journal of Arachnology et est rédacteur en chef d'Arachnology et rédacteur en chef adjoint de PALAIOS.
En 2011, il a reçu le Prix de recherche Humboldt. Il est chercheur honoraire du Natural History Museum de Londres.
Paul Selden est marié à Maria Selden et a une fille, Jennie Dunlop, qui est créatrice de mode à Londres.